# Neversoft
Neversoft Entertainment — американская компания по разработкам видеоигр, основанная в 1994 году Джоэлом Джуэттом, Миком Уэстом и Крисом Уордом в Калифорнии (США). Компания известна такими видеоиграми как Spider-Man, а также серией игр Tony Hawk’s и Guitar Hero. В 1999 году компания приобретена Activision, а 3 мая 2014 года компания объединилась с Infinity Ward.

## История
Компания Neversoft Entertainment была основана в 1994 году тремя сотрудниками Malibu Interactive, а именно: Джоэлом Джуэттом, Миком Уэстом и Крисом Уордом. Главной задачей компании являлись видеоигры. В те времена игры создавались на игровые приставки, такие как: Nintendo, Sega, Playstation, Xbox, Wii и другие. Идея создания компании Neversoft принадлежала Джоэлу Джуэтту после сокращения сотрудников Malibu Interactive. Он решил взять в компанию двух коллег, программиста Мика Уэста и художника Криса Уорда. И вот перебравшись в Вудленд-Хиллз, штат Калифорния, компания начинает свою работу совместно с подразделения Playmates Toys, которая разрабатывала игру под названием Skeleton Warriors для игровой приставки Genesis, но суть работы заключалась не только в разработке видеоигры, а ещё и в создании мультипликационного сериала по сюжетной линии игры. Эти действия привели к тому, что в дальнейшем Neversoft нанимают ещё одного художника-дизайнера. Но вскоре Playmates, отказывается создавать свою игру для приставки Genesis и теперь в их интересах другая приставка Sega Saturn. И в 1996 году вышла игра Skeleton Warriors, созданная для Sega Saturn и PlayStation. За промежуток создания игры в компанию Neversoft добавилось ещё больше новых работников, и к 1996 году их количество составляло около двадцати человек. Закончив работу с Skeleton Warriors, они начали работу над проектом игры Ghost Rider для Crystal Dynamics, но проект закрыли из-за финансовой недостаточности издателя. После этого провала, Neversoft, продолжила работу над собственным проектом, а именно разработке игры под названием Big Guns и к концу 1996 года они продали свою разработку компании Sony Computer Entertainment. 1997 год оказался очень продуктивным для компании Neversoft, они работали на Sony и разрабатывали для них игру под названием MDK, механика, стилистика и дизайн были взяты из игры Big Guns, которую вскоре переименовали в Exodus. Но игра Neversoft была отменена в 1997 году. И компания переживала страшные дни, много человек пришлось сократить и уволить, но, несмотря на все трудности, она не перестала искать новых партнеров. В январе 1998 года у компании уже почти закончились финансы и она была близка к банкротству, но на её счастье она повстречала компанию Activision, которая искала кого-то, кто мог бы заново разработать их игру под названием Apocalypse. И в этом Neversoft помогла ранее разработанная ими технология для игры Exodus (ранее называемая Big Guns). Игра Apocalypse хорошо себя оправдала, на что компания Activision была впечатлена и вскоре подписала контракт с Neversoft. Они не остановились на одной игре и вскоре стали совместно работать над новой игрой жанра скейтбординга, а именно серия игр Tony Hawk, всего было выпущено 9 частей по этой франшизе. В то же время они занимались ещё одной игрой под названием Spider-man, которая хорошо зарекомендовала себя среди фанатов и стала очень популярной.
В 2005 году компания занялась новой разработкой игры под названием GUN, которая также сыграла немаловажную роль в их карьере. В 2006 году Activision выкупила игру Guitar Hero у Harmonix Music Systems и поручила Neversoft продолжить франшизу игры. Они изобрели до Guitar Hero III: Legends of Rock, а затем проект отдали Vicarious Visions, но всё же Neversoft приняла участие и в дальнейших разработках над этой серией игры. В мае 2014 года Neversoft была объединена с создателями Call of Duty, а именно Infinity Ward. Infinity Ward поручила 2 проекта, которые Neversoft идеально выполнила, эти проекты были играми Call of Duty: Modern Warfare 3 и Call of Duty: Ghosts. Это стало их последним проектом. Официально компания закрылась 10 июля 2014 года.

## Разработанные игры
| Год  | Игра                             | Платформа(ы)                                                     |
| ---- | -------------------------------- | ---------------------------------------------------------------- |
| 1996 | Skeleton Warriors                | Sega Saturn, PlayStation                                         |
| 1997 | MDK                              | PlayStation                                                      |
| 1998 | Apocalypse                       | PlayStation                                                      |
| 1999 | Tony Hawk’s Pro Skater           | PlayStation                                                      |
| 2000 | Spider-man                       | PlayStation                                                      |
| 2000 | Tony Hawk’S Pro Skater 2         | PlayStation                                                      |
| 2001 | Tony Hawk’S Pro Skater 3         | PlayStation 2, GameCube, Xbox                                    |
| 2002 | Tony Hawk’S Pro Skater 4         | PlayStation 2, GameCube, Xbox                                    |
| 2003 | Tony Hawk’s Underground          | PlayStation 2, GameCube, Xbox                                    |
| 2004 | Tony Hawk’s Underground 2        | PlayStation 2, GameCube, Xbox                                    |
| 2005 | Tony Hawk’s American Wasteland   | PlayStation 2 , GameCube, Xbox, Xbox 360                         |
| 2005 | Gun                              | PlayStation 2 , GameCube, Xbox, Xbox 360                         |
| 2006 | Tony Hawk’s Project 8            | PlayStation 3, Xbox 360                                          |
| 2007 | Tony Hawk’s Proving Ground       | PlayStation 3, Xbox 360                                          |
| 2007 | Guitar Hero III: Legends of Rock | PlayStation 3, Xbox 360                                          |
| 2008 | Guitar Hero: Aerosmith           | PlayStation 3, Xbox 360                                          |
| 2008 | Guitar Hero World Tour           | PlayStation 3, Xbox 360                                          |
| 2009 | Guitar Hero: Metallica           | PlayStation 3, Xbox 360                                          |
| 2009 | Guitar Hero 5                    | PlayStation 3, Xbox 360                                          |
| 2009 | Band Hero                        | PlayStation 3, Xbox 360                                          |
| 2010 | Guitar Hero: Warriors of Rock    | PlayStation 3, Xbox 360                                          |
| 2011 | Call of Duty: Modern Warfare 3   | PlayStation 3, Xbox 360, Windows, Wii                            |
| 2013 | Call of Duty: Ghosts             | PlayStation 3, Xbox 360, Windows, Wii U, PlayStation 4, Xbox One |